# Stevan Ridley
Stevan Todd Ridley (Natchez, 27 gennaio 1989) è un giocatore di football americano statunitense che gioca nel ruolo di running back per i Pittsburgh Steelers della National Football League (NFL). Fu scelto nel corso del terzo giro (73º assoluto) del Draft NFL 2011 dai New England Patriots. Al college ha giocato a football all'Università della Louisiana.

## Carriera professionistica

### New England Patriots

#### 2011
Ridley fu scelto nel corso del terzo giro del Draft 2011 dai New England Patriots. Nella sua stagione da rookie disputò tutte le 16 partite della stagione regolare, 2 delle quali come titolare, correndo per 441 yard e segnando un touchdown nella settimana 4 nella vittoria 31-9 contro gli Oakland Raiders, gara in cui corse 97 yard su 10 possessi. Coi Patriots, Ridley giunse fino al Super Bowl XLVI persò contro i New York Giants.

#### 2012
Il 9 settembre, Ridley e i Patriots debuttarono con una vittoria contro i Tennessee Titans nella nuova stagione. Stevan guidò la squadra correndo per 125 yard su 21 possessi e segnando un touchdown su corsa, il secondo della carriera. Nel turno successivo, i Patriots subirono la prima inaspettata sconfitta stagionale contro gli Arizona Cardinals: Ridley tuttavia continuò a giocare bene correndo 71 yard su 18 tentativi.
Nella settimana 4 i Patriots vinsero segnando ben 52 punti ai Buffalo Bills con Stevan che corse altre 106 yard e segnò due touchdown. Nel turno successivo i Patriots vinsero contro i Denver Broncos col running back che disputò un'altra grande partita correndo 151 yard e segnando un touchdown.
Nella settimana 8 i Patriots vinsero nettamente contro i St. Louis Rams nella cornice speciale dello Wembley Stadium a Londra: Ridley giocò alla grande correndo 127 yard e segnando un touchdown.
Dopo la settimana di pausa i Patriots batterono i Bills con Stevan che corse 98 yard e segnò un touchdown. Nella gara del Giorno del Ringraziamento Ridley corse altre 97 yard e segnò un touchdown nella vittoria sui New York Jets.
Con la sesta vittoria consecutiva, nella settimana 13 i Patriots si assicurarono l'undicesimo titolo di division dal 2001 battendo i Dolphins. Ridley corse 78 yard e segnò il nono touchdown stagionale. Nel Monday Night Football successivo Ridley contribuì alla vittoria contro gli Houston Texans, la squadra col miglior record della lega, correndo 72 yard e segnando un touchdown.
Nell'ultimo turno di campionato, grazie alla vittoria sui Miami Dolphins per 28-0, New England si assicurò il secondo record della AFC e la possibilità di saltare il primo turno di playoff. Ridley contribuì correndo 74 yard e segnando 2 touchdown. La sua stagione regolare si concluse con 1.263 yard corse e al terzo posto nella NFL con 12 touchdown su corsa.
Nel divisional round dei playoff, Ridley corse 82 yard e segnò un touchdown coi Patriots che batterono facilmente gli Houston Texans. La corsa dei Patriots si arrestò nella finale della AFC perdendo in casa contro i Ravens. Ridley terminò la gara con 70 yard corse.

#### 2013-2014
I primi due touchdown della stagione, Ridley li segnò nella vittoria della settimana 6 sui precedentemente imbattuti New Orleans Saints. Andò a segno anche nelle settimane seguenti contro Jets, Dolphins e due volte contro gli Steelers. Il settimo TD stagionale lo segnò nel Monday Night della settimana 11 ma i Patriots furono sconfitti dai Carolina Panthers.
Nel divisional round dei playoff contro i Colts, Ridley corse 52 yard e segnò due touchdown nella vittoria per 43-22 che permise alla sua squadra di qualificarsi per la terza finale della AFC consecutiva.
Nel 2014, Ridley si ruppe il legamento crociato anteriore nel mese di ottobre, chiudendo in anticipo la sua stagione.

### New York Jets
L'8 aprile 2015, Ridley firmò un contratto annuale con i New York Jets.

## Palmarès

### Franchigia
- Super Bowl : 1

New England Patriots: XLIX
- American Football Conference Championship: 2

New England Patriots: 2011, 2014

## Statistiche
| Partite totali      | 52    |
| Partite da titolare | 25    |
| Yard su corsa       | 2.817 |
| Touchdown su corsa  | 22    |

Statistiche aggiornate alla stagione 2014